# John Thune
John Randolph Thune, född 7 januari 1961 i Pierre, South Dakota, är en amerikansk republikansk politiker. Han är ledamot av USA:s senat från delstaten South Dakota sedan 2005 och majoritetsledare i senaten sedan 2025. Han var ledamot av USA:s representanthus 1997–2003.

## Utbildning
Thune avlade 1983 sin grundexamen vid Biola University. Han avlade 1984 sin Master of Business Administration vid University of South Dakota.

## Politisk karriär
John Thune ställde först upp i senatsvalet 2002, då mot Tim Johnson, ett val han förlorade med 524 röster. Denna nästan-seger sporrade honom att åter ställa upp 2004, då mot demokraternas ledare i senaten, Tom Daschle, och denna gång vann han tack vare stort stöd från republikaner från runt om i USA. Han omtalades som en möjlig vicepresidentkandidat till John McCain 2008, och likaså som en möjlig presidentkandidat 2012. I februari 2011 meddelade han dock att han inte avsåg att ställa upp som presidentkandidat 2012. 

## Familj och släkt
Thune gifte sig med Kimberley Weems 1984. Paret har två döttrar. Thunes farfar var en invandrare från Norge.